# The Neptunes
The Neptunes est un duo de producteurs américains, originaire de Virginia Beach dans l'État de Virginie. Il se compose de Chad Hugo et Pharrell Williams. Ils ont participé en tant que producteurs, compositeurs ou paroliers à des albums de Shakira, Gwen Stefani, Madonna, Mariah Carey, Justin Timberlake, Jay-Z, Britney Spears ou encore Orelsan.
The Neptunes a sorti une compilation hip-hop et RnB intitulée The Neptunes Present... Clones avec des collaborations de Busta Rhymes, Kelis, Jay-Z, Clipse, ainsi que cinq albums au sein de leur propre groupe de hip-hop nommé N.E.R.D, à savoir : In Search of..., Fly or Die, Seeing Sounds, Nothing et No-one Ever Really Dies.

## Biographie
Pharrell et Chad se rencontrent en camp de vacances à l'école The Gifted and Talented de Virginia Beach, où Williams était batteur, et Hugo jouait du saxophone. Ils étaient aussi ensemble dans une fanfare ; Pharrell jouait de la timbale et Chad conduisait la fanfare. En 1990, Chad et Pharrell forment un groupe à quatre de « type RnB » avec Shay Haley et Mike Etheridge, qu'ils nomment « The Neptunes ». Après avoir participé à un concours local de talents, ils sont découverts par Teddy Riley, dont le studio était situé près de l'école de Pharrell. Après le lycée, ils signent avec Riley comme groupe.
Avec Riley, Pharrell écrit des versets pour la chanson Rump Shaker de Wreckx-N-Effect (1992). En 1994, Hugo et Williams s'établissent formellement comme un duo de producteurs et jouent l'assistance sur la chanson Tonight's The Night de l'album homonyme de BLACKstreet. Trois ans plus tard, ils continuent occasionnellement la production. Certaines productions comme New Beginning de SWV (1996) et Total (1996), ressemblent quelque peu à leur style musical d'origine. Leur première production majeure est Superthug de N.O.R.E. en 1998, qui atteint la 36e place du Billboard Hot 100, et leur fait gagner l'intérêt pour la première fois. Le duo travaillera alors beaucoup avec Kelis, pour son premier album, Kaleidoscope qui est leur première production intégrale, et pour Ol' Dirty Bastard et son album Got Your Money. 
En 2001, The Neptunes attire l'intérêt mondial avec I'm A Slave 4 U de Britney Spears, qui atteint la première place des classements en Europe et en Amérique du Sud. En 2003, ils publient l'album The Neptunes Present... Clones. 
Ils collaborent également avec Daft Punk sur l’album de remix Daft Club sorti en 2003, sur lequel ils remixent le morceau Harder, Better, Faster, Stronger.
En 2021, ils collaborent avec le rappeur français Orelsan sur l’album de ce dernier intitulé Civilisation.

## Discographie

### Productions
- Bande originale de Fast and Furious 4[5]
- Ol'Dirty Bastard - Nigga Please[6]
- Kelis - Kaleidoscope, Wanderland, Tasty
- Philly's Most Wanted - Get Down or Lay Down
- Clipse - Lord Willin', Hell or hearth
- Busta Rhymes - Genesis
- Alana Davis - Fortune Cookies
- SWV - New Beginning
- Britney Spears - Britney, Blackout
- Justin Timberlake - Justified
- Faith Evans - Faithfully
- Total - Total
- Fila Brazillia - Another Late Night
- Usher - 8701
- Wreckx-N-Effect - Hard or Smooth
- Beenie Man - Art and Life
- Harlem World - Movement
- Mystikal - Mystikal, Shake Ya Ass
- Madonna - Beat Goes On
- Jay-Z - The Dynasty: Roc La Familia, The Blueprint²: The Gift & The Curse, Blueprint 2.1, The Black Album, Kingdom Come, American Gangster, The Blueprint 3
- N.O.R.E. - God's Favorite, Nothing
- Jermaine Dupri - Instructions
- Limp Bizkit - New Old Songs Remixing
- 702 - Star
- Ludacris - Back for the First Time, Southern Hospitality, Release Therapy
- Mary J. Blige - titre bonus de No More Drama
- Paul Oakenfold - Bande originale de Opération Espadon
- Bande originale de Docteur Dolittle 2
- Tha Alkaholiks - X.O. Experience, Best U Can
- N.E.R.D. - Truth or Dare (sur la bande originale de xXx)
- Nelly - Nellyville, Suit, Sweat
- Sean Paul - Dutty Rock
- Air
- Snoop Dogg - Paid tha Cost to Be da Bo$$, R&G (Rhythm & Gangsta): The Masterpiece, Tha Blue Carpet Treatment, Ego Trippin', Malice n Wonderland
- Compilation The Roc Files, Vol. 1
- Omarion - O
- Mariah Carey - The Emancipation of Mimi
- Clipse - 'Til the Casket Drops
- Shakira - She Wolf
- Orelsan - Civilisation

## Récompenses
- 2003 : Billboard RnB/Hip-Hop Award des producteurs de l'année
- 2004 : Grammy Award des producteurs de l'année
- 2004 : Grammy Award du meilleur album pop de l'année pour Justified de Justin Timberlake (en tant que producteurs)
- 2007 : Grammy Award du meilleur morceau rap de l'année pour Money Maker de Ludacris featuring Pharrell (extrait de l'album Release Therapy)
- 2009 : Billboard RnB/Hip-hop Award des producteurs de la décennie